# Погром

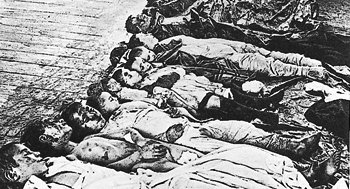
Жертви погрому в Катеринославі 1905 року (нині Дніпро) — переважно єврейські діти

Погро́м — короткочасна та руйнівна масова насильницька акція, вчинена однією частиною суспільства стосовно іншої, як правило, стосовно національної, соціальної або релігійної меншостей, що супроводжується вбивствами та грабунками, викликана релігійною або національною нетерпимістю.
Російське слово «погром» як запозичення увійшло в багато мов світу.

## Португалія
- Лісабонський погром (1506)

## Українські етнічні землі

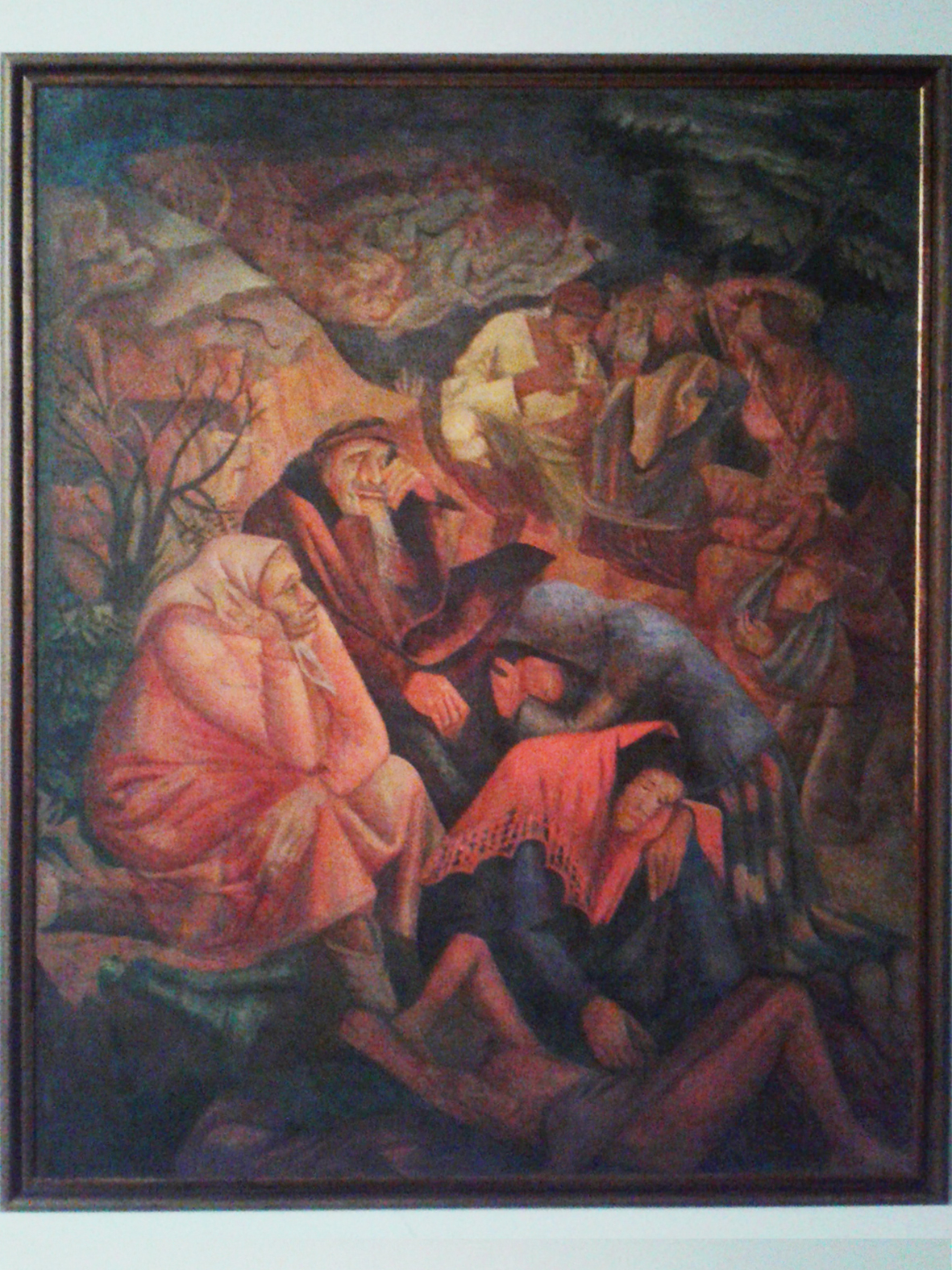
М.Шехтман. «Єврейський погром», 1926

На Українських етнічних землях перші погроми були у 1113 році у Києві під час вигнання єврейського населення з міста за князювання Володимира Мономаха.
Економічний і соціальний конфлікт між українським селянством та єврейством, яке користувалося величезними пільгами, наданими їм шляхтою, і здійснювало визиск українського селянства і міщанства, вилився у жорстоку відплату під час Визвольної війни під проводом Богдана Хмельницького. Історія повторилася під час Коліївщини у 1768 році.
Найжорстокішими були єврейські погроми 1881—1882 та 1903—1905 років у багатьох містах Російської імперії на українських та молдавських землях.

### Радянсько-українська війна
За оцінками істориків, у роки Української революції 1917—1921 і радянсько-української війни під час масових погромів в Україні загинуло від 35 до 50 тис. євреїв. Історик Орест Субтельний цитує свого американського колегу Пітера Кенеза, спеціаліста із питань громадянської війни в Україні та у Південній Росії: 
|  | …До приходу Гітлера найбільше в наш час масове винищення євреїв мало місце в Україні під час громадянської війни. Всі учасники конфлікту несуть відповідальність за вбивство євреїв, навіть більшовики. Проте найбільше жертв завдала Добровольча армія (білі, або російські антибільшовики), її погроми відрізнялися від масових убивств, що їх проводили її супротивники; вони здійснювалися найретельніше, характеризувалися найскладнішою організацією, інакше кажучи, вони були найсучаснішими… Інші погроми були справою рук селян. У погромах Добровольчої армії до того ж брали участь три різні групи: селяни, казаки і російське офіцерство… Особливо кривавий характер цієї різанини пояснювався тим, що ці три типи вбивць підсилювали один одного |

Ці ствердження не підкріплені з боку Субтельного ніякими статистичним аналізом та чисельними даними.
З іншого боку дослідження історика Геннадія Костирченка свідчать, що у часи Громадянської війни пройшло 1236 антиєврейських виступів, з яких 887 класифікуються як погроми. 493 таких акції проведено військами УНР (або 40%), 307 (або 25%) погромів скоїли зелені, 213 (або 17%) - скоїли білогвардійці. На долю червоних прийшлося 106 погромів (або 8,5%). У решті таких злочинів (близько 10%) винуватців встановити не вдалося
Дослідник Олег Будницький нарахував на теренах України близько 1500 погромів, жертвами яких стали від 50 тисяч до 200 тисяч євреїв. Подібну оцінку надає британський історик Кон Норман, стверджуючи, що загальна кількість жертв єврейських погромів у період 1918 - 1920 років сягає 100 тисяч З вище наданими результатами досліджень корелюють дані І. Б. Шехтмана, за якими тільки Добровольча армія скоїла майже 300 єврейських погромів, або 17% із загальної іх кількості
У цілому читачеві слід пам’ятати висновки дослідника цієї проблеми І. Б. Шехтмана. Він стверджував, що :
|  | ... загальна кількість [погромів] нарахована за усі роки 1918 - 1921, а погроми Добровольчої армії йшли лише кілька місяців. У ці місяці добровольці побили усі рекорди. Їх погроми були інтенсивніше за інші, удар - сильніше, а кількість погромів - більше. |

Що до керівництва партій-учасників Громадянської війни, то їх накази та директиви свідчать про спроби та намагання зупинити подібні злочини. Так Симон Петлюра 12 жовтня 1919 року надає військовослужбовцям дієвої армії УНР таку директиву-прокламацію, що забороняла погроми та кваліфікувала їх як тяжкі злочини:
|  | ... Провокацією, на яку вони [вороги] витрачають величезні суми, вони хочуть розкласти нас зсередини, підкуплюючи злочинний елемент, який підбурює наших козаків до різних бешкетів і до погромів над невинним єврейським населенням, і цим хотять накласти тавро погромників на чоло лицарів, які несуть визволення всім народам на просторах України ... ... Наша Народня Армія мусить нести рівність, братерство і визволення українському і єврейському громадянствам, бо останнє активно підтримує Правительство У.Н.Р. Всі його партії, як-то: Бунд, Об’єднанні Поалей-Ціон і ФолксПартей стали на ґрунті самостійности України і беруть участь у будівництві Республіки. ... СТАРШИНИ І КОЗАКИ УКРАЇНСЬКОЇ АРМІЇ! Українські-єврейські працюючі маси дивляться на вас, як на визволителів, і грядучі покоління не забудуть ваших заслуг перед цими народами, а історія з гордістю впише на свої сторінки моменти з цієї боротьби. Уникайте провокацій, а з провокаторами, хто сам чинить погроми та підбиває слабіших від нас, будьте безпощадними. Кара на смерть мусить упасти на голову погромників і провокаторів. Більше карности і дисципліно-карности я вимагаю від вас в цьому відношенні, щоб ні один волос не упав з голови невинного. ... |

Білі генерали Денікін А. І., Май-Маєвський В. З., Бредов М. Е. та інші бачили у погромах зниження дисципліни у своїх військах та загрозу негативної реакції країн, звідкіля Біла армія отримувала допомогу. Тому вони видали велику кількість наказів, подібних наказові Петлюри від 12 жовтня 1919 року, які забороняли погроми та вимагали сурових покарань винуватців. Насправді багато таких наказів не виконувалися через загальне зниження дисципліни у армії та приховування фактів на нижчих ланках армійської ієрархії. Це ж стосується і армії УНР, адже вона восени 1919 року відступала з центральних частин України, що негативно впливало на моральний стан та дисципліну  військовослужбовців. А свій наказ Симон Петлюра повивнен був видати раніше, ще у 1918 році, під час перших антиєврейських виступів.
Червоноармійці теж скоювали погроми. Так навесні 1918 року загони Червоної армії, що відступали з України під тиском німців, вбили у Новгород-Сіверському 88 осіб, у Середина-Буді - 25 осіб. У 1919-1920 роках червоні погроми продовжувалися (у Росаві, Умані, Любарі). Відступ Першої кінної армії з Польщі у серпні 1920-го року супроводжувався дуже жорстокими погромами. 
Як правило радянське військове керівництво розстрілювало винуватців таких злочинів. А у вересні 1920 року Ворошилов К. Є. на посаді члена військової ради Першої кінної армії розформував за погроми та мародерство 6-ту кавалерійську дивізію під командуванням Апанасенка Й. Р., крім того 153 червоноармійця було розстріляно.
У цілому погроми на теренах України перш за все були обумовлені анархією, яка супроводжувала стан громадянської війни в країні. Вони проходили частіше за мовчазного схвалення, а іноді за активної участі місцевого не-єврейського населення.

### Преса про погроми
Погромні акти з боку денікінських добровольців описують газети «Громадянин», «Робітнича газета», «Червоний шлях» та інші. Зокрема, газета «Громадянин» в замітці «Погром у Києві» вказувала, що «добровольці Денікіна у вересні 1919 р. з місцевими бандами чорносотенців і „Союза русских людей“ учинили в Києві організований погром жидівського населення, серед якого є багато жертв». А «Робітнича газета» під рубрикою «Денікінські погроми» інформувала, що «у вересні 1919 р. в Хорольському повіті на Полтавщині денікінцями було розстріляно понад 200 чол.». Газета «Шлях» зазначала, що «добровольча армія Денікіна чинить великі єврейські погроми в Одесі та багатьох місцевостях Катеринославщини, Харківщини та в Кременчуці». Єврейські погроми в Україні були явищем, повз яке не могла пройти жодна газета.
Один з таких погромів описує газета «Громадянин» в публікації «Більшовицький вандалізм». Зокрема, вказується на те, як в селі Антоніни Старокостянтинівського повіту більшовики перед відходом спалили чудовий будинок графа Потоцького із оригінальною архітектурою та бібліотекою в тисячу томів на різних європейських мовах, з цінними картинами, як, на їх думку, «буржуазный дворец». Будинок горів три дні, від вогню загинуло мільйонне культурне багатство". У той тяжкий для України період стихії і анархії газети різних ідейно-політичних напрямів вміщують численні матеріали про погроми серед населення України не тільки з боку більшовиків, а й чорносотенців, армії Денікіна, отаманських загонів. Про звірства московських чорносотенців та масові вбивства в Одесі в березні 1919 р. інформує газета «Малые Одесские Новости».

### Свідчення учасників
Український поет Володимир Сосюра у 1919 році воював у лавах дієвої армії УНР як простий козак і став свідком єврейського погрому у Проскурові:
|  | ... Старшини казали, що це євреї загітували білгородців. Казали, що козаки першого куреня поклялися під прапором грошей не брати, а тільки різати. Вони пішли до міста і вирізали майже всю проскурівську єврейську... голоту. Кравців та шевців. До буржуазних кварталів вони не заглядали. Був один козак, який знав єврейську мову. Він підходив з товаришами до замкнених дверей і звертався до переляканих мешканців єврейською мовою. Йому відчиняли... Одній гімназистці застромили між ноги багнета... А розстрілювали так: стріляють і дивляться не так, аби попасти смертельно, а як-небудь, дають залп і наввипередки біжать до ще живих розстріляних і хапають з одягу те, що перед залпом кожний намітив на своїй жертві... Один старий єврей перед залпом сказав: - Вы меня убьете, а из моего пупа выйдет пять мстителей. Стреляйте меня в глаз, а не в пуп... Залп одгримів, і єврей, майже перерізаний кулями пополовині, упав... Всі козаки поціляли йому в живіт... |

## Деякі погроми
- Кишинівський погром 1903 року
- Ширазький погром (1910)
- Погром у Кельцях (1918)
- Погром у Львові (1918)
- Погром у Проскурові (1919)
- Погром у Пшитику (1936)
- Погром у Вонсоші (1941)
- Погром у Радзілуві (1941)
- Погром у Кременці (1941)
- Погром у Єдвабне (1941)
- Погром у Кракові (1945)
- Погром у Кельцях (1946)
- Сумгаїтський погром
- Кришталева ніч